# Alstom KZ8A
Alstom KZ8A là đầu máy điện để kéo tàu hàng sử dụng khổ rộng do Alstom sản xuất cho Kazakhstan Temir Zholy - công ty đường sắt quốc gia của Kazakhstan. Vào tháng 10 năm 2010, KTZ đã đặt 200 chiếc đầu máy này.
Ban đầu, chúng định được sản xuất tại Belfort, Pháp nhưng sau đó lại chuyển sang một nhà máy mới ở Astana để sản xuất. Chiếc đầu máy KZ8A đầu tiên sản xuất ra đã ra mắt vào tháng 10 năm 2012.

## Thông tin
Các đầu máy sẽ là một trong những đầu máy mạnh nhất thế giới, có khả năng kéo các đoàn tàu hàng 9000 tấn, nó cũng được thiết kế cách nhiệt để chống lại với nhiệt độ khắc nghiệt. Các đầu máy này có trọng lượng là 200 tấn, công suất 8,8 MW với tốc độ tối đa 120 km/h.

## KZ4AT
Alstom đã bắt đầu sản xuất đầu máy điện kéo tàu khách Prima M4 “KZ4AT” trong liên doanh EKZ ở Nur-Sultan (Astana), Kazakhstan vào tháng 6 năm 2019. Những đầu máy này là một phần của hợp đồng ký với KTZ (Công ty đường sắt Kazakhstan) để bàn giao và bảo dưỡng 302 đầu máy điện Prima T8 “KZ8A” và 119 đầu máy xe lửa điện Prima M4 “KZ4AT”. Đầu máy kéo tàu khách đầu tiên đã được chuẩn bị vào cuối năm 2019 và sau đó được chứng nhận là sản phẩm mới ra mắt “Sản xuất tại Kazakhstan”.